# Wujiangdu-Talsperre
Die Wujiangdu-Talsperre ist eine große Talsperre in der Provinz Guizhou, Volksrepublik China. Sie befindet sich nördlich von Guiyang am Wu Jiang, einem Nebenfluss des Jangtse.

## Staumauer
Die Staumauer, eine Bogengewichtsmauer, wurde in einem Karstgebiet errichtet. Sie wurde 1981 oder 1983 fertiggestellt – es gibt darüber verschiedene Aussagen. Sie ist 165 Meter hoch.

## Stausee
Seit 1979 wird der Stausee eingestaut. In der Fachliteratur wird berichtet, dass durch den Aufstau des Stausees Erdbeben induziert wurden.

## Wasserkraftwerk
Das angeschlossene Wasserkraftwerk verfügt über fünf Francis-Turbinen, davon drei mit 210 MW (nach anderen Angaben 3*214) und zwei neuere, nachträglich eingebaute mit je 250 MW Leistung, zusammen 1130 MW. Es wird von der China Huadian Group betrieben.

## Stauanlagenunfall
Am 1. Mai 1989 gab es an dieser Stauanlage einen Unfall mit 28 Toten.